# Christian Valétudie
Christian Valétudie  (né le 27 mai 1952 à Pointe-à-Pitre) est un athlète français, spécialiste du triple saut.

## Biographie
L'athlète antillais remporte à cinq reprises les Championnats de France d'athlétisme en 1975, 1978, 1980, 1982 et 1983, et s'adjuge six autres titres nationaux en salle en 1974, 1975, 1976, 1977, 1980 et 1983. 
Il participe aux Jeux olympiques de 1980, à Moscou où il franchit le cap des qualifications. Mais blessé, il ne participe pas à la finale. En 1983, il remporte la médaille de bronze du triple saut lors des Jeux méditerranéens de Casablanca. Il atteint par ailleurs à quatre reprises la finale des Championnats d'Europe en salle de 1974 à 1977. 
Le 17 août 1975, à Nice, Christian Valétudie établit la marque de 16,75 m et améliore de cinq centimètres le Record de France du triple saut de Bernard Lamitié.
Son record personnel en plein air, établi le 16 septembre 1979 à Rovereto, est de 16,80 m.
Il sort vainqueur de sa discipline, lors du match France-Grande-Bretagne disputé au stade de l'Ouest à Nice en juillet 1977, gagné par cette dernière par 378 points à 355, en réalisant la meilleure performance française de l'année avec un triple bond à 16,64 m, soit 6 cm de plus que celle de Bernard Lamitié,.

### Palmarès
- 41  sélections en Équipe de France A

| Date | Compétition                    | Lieu            | Résultat | Performance |
| ---- | ------------------------------ | --------------- | -------- | ----------- |
| 1974 | Championnats d'Europe en salle | Göteborg        | 7e       | 15,71 m     |
| 1975 | Championnats d'Europe en salle | Katowice        | 7e       | 16,31 m     |
| 1976 | Championnats d'Europe en salle | Munich          | 7e       | 16,30 m     |
| 1977 | Championnats d'Europe en salle | Saint-Sébastien | 6e       | 16,09 m     |
| 1983 | Jeux méditerranéens            | Casablanca      | 3e       | 16,33 m     |

### Records
| Épreuve     | Performance | Lieu     | Date              |
| ----------- | ----------- | -------- | ----------------- |
| Triple saut | 16,80 m     | Rovereto | 16 septembre 1979 |